# Listă Swadesh
Lista Swadesh este o serie de cuvinte stabilită de lingvistul american Morris Swadesh în anii 1940-1950, folosită în lingvistica istorică și comparativă. Swadesh a căutat să alcătuiască lista dintr-un lexic de bază care să se găsească în cât mai multe limbi posibil, fiind cât mai independent posibil de mediu și de cultură. A început cu o listă de 225 de cuvinte, pe care a redus-o mai târziu la 215, apoi la 200, ajungând în final la o variantă de 100 de cuvinte. Se folosește frecvent o listă de 207 cuvinte formată din lista de 200, plus șapte din lista de 100, care nu se găsesc în cea de 200.
Swadesh a propus lista sa în primul rând cu scopul de a se putea identifica lexicul de bază al oricărei limbi necercetate până atunci, în al doilea rând pentru a se putea stabili gradul de înrudire între două limbi date și, în fine, pentru datarea aproximativă a limbilor de origine din care au evoluat alte limbi.

## Alcătuirea listei Swadesh
Swadesh a studiat numeroase limbi, mai ales limbi amerindiene din Canada, S.U.A. și Mexic (în număr de 20). Deoarece era nevoit să studieze limbi aproape moarte, cu mijloace limitate, a simțit nevoia unei proceduri standardizate pentru a culege date esențiale despre înrudirea dintre limbi. În acest scop, a alcătuit o listă de cuvinte după următorul postulat:
Deși din fiecare limbă dispar cuvinte și sunt înlocuite cu altele în decursul timpului, unele părți ale lexicului sunt mai puțin expuse la schimbare decât altele. De aceea, se poate defini un lexic de bază, care este partea lexicului cea mai rezistentă la schimbare. Acest lexic de bază denumește noțiuni care sunt vehiculate în toate limbile. Pronumele, numeralele, unele adjective („mare”, „mic”, „lung”, „scurt”), unii termeni ce desemnează grade de rudenie („mamă”, „tată”), părți ale corpului („ochi”, „ureche”, „cap”), evenimente sau obiecte naturale („ploaie”, „piatră”, „stea”), stări și acțiuni elementare („a vedea”, „a auzi”, „a veni”, „a da”) sunt mai puțin susceptibile să fie înlocuite cu împrumuturi din alte limbi. De exemplu, lexicul general al limbii engleze este împrumutat în proporție de circa 50%, dar această cifră scade la 6% în ceea ce privește lexicul de bază. În lista Swadesh de 100 de cuvinte, doar un singur cuvânt nu este din lexicul de bază germanic inițial (mountain – „munte”, de origine franceză, adus de normanzi). Alt exemplu este cel al limbilor albaneză și greacă modernă. Albaneza a pierdut 90% din cuvintele de origine indo-europeană, mult mai multe decât greaca, dar dacă se ia în considerare lista Swadesh de 100 de cuvinte, procentajul este aproape egal în cele două limbi (25–26%).

## Stabilirea gradului de înrudire între două limbi
Swadesh și-a folosit lista pentru măsurarea asemănării, adică a înrudirii dintre două limbi, prin metoda cantitativă a lexicostatisticii, ceea ce presupune stabilirea procentajului de cuvinte de origine comună. Cu cât asemănarea dintre lexicul celor două limbi este mai mare, cu atât sunt mai apropiate genetic, și cu atât timpul scurs de la momentul în care s-au despărțit una de alta este mai scurt. După părerea sa, dacă lexicul de bază a două limbi conține cuvinte înrudite în proporție de 70%, atunci se poate considera că au evoluat din aceeași limbă. Dacă acest procentaj este de peste 90%, atunci acele limbi sunt îndeaproape înrudite.

## Folosirea listei Swadesh pentru datarea limbilor de origine (glotocronologia)
În acest scop, Swadesh a pornit de la postulatul că rata de pierdere din lexicul de bază inițial este aproximativ neschimbată, cuvintele dispar și sunt înlocuite într-un ritm practic constant, pe când în cazul restului lexicului, care este strâns legat de factori culturali, rata de pierdere variază în funcție de contactele pe care le au vorbitorii cu culturi străine lor. Din cauza acestui postulat, metoda de datare a limbilor propusă de Swadesh a fost comparată cu determinarea vârstei fosilelor pe baza dezintegrării radioactive a carbonului-14, care este constantă.
Prin examinarea a 13 limbi (în majoritatea lor indo-europene) care dețin atestări scrise dintr-o perioadă lungă, pe baza listei Swadesh de 100 de cuvinte s-a calculat o rată de păstrare de 86% (respectiv o rată de pierdere de 14%), pe o perioadă de 1000 de ani, care s-a luat drept constantă și s-a generalizat la toate limbile.
Luând în considerare procentajul cuvintelor de origine comună și rata de păstrare a lexicului de bază în 1000 de ani, timpul scurs de la momentul despărțirii limbilor rezultate dintr-o limbă de origine se poate afla, cu o marjă de eroare calculabilă, după formula:
unde c este procentajul de cuvinte de origine comună, iar r – rata de păstrare.
De exemplu, dacă lexicul de bază a două limbi este înrudit în proporție de circa 70%, atunci se poate considera că au evoluat din aceeași limbă care a existat cu aproximativ douăsprezece secole în urmă.

## Obiecții împotriva folosirii listei Swadesh
Încă de la început, folosirea listei propuse de Swadesh a fost contestată. Obiecțiile sunt următoarele:
- Lexicul de bază nu este scutit în mod egal de împrumuturi în toate culturile. De exemplu, un obiect natural ca soarele poate să țină de vocabularul religios (așa este în sudul Asiei) și, de aceea, denumirea sa este împrumutată. Pe de altă parte, cuvinte din lexicul de bază pot să devină tabu și să fie înlocuite cu altele, dintr-o limbă învecinată, pentru a compensa interdicția. Lexicul de bază nu este independent nici de statutul socio-cultural al vorbitorilor. De exemplu, în limbile dravidine, în lexicul de bază sunt relativ multe împrumuturi din limba sanscrită, cu atât mai multe, cu cât vorbitorul este mai instruit[6].
- Unele cuvinte nu se găsesc în toate limbile, din cauza unor specificități ale mediului natural, de exemplu ale climei[7]. Astfel, cuvintele „zăpadă” și „gheață” lipsesc din limbile de la tropice. În lista de 207 cuvinte sunt și cuvinte care nu se găsesc în toate limbile, din cauze culturale. De aceea, însuși Swadesh și-a redus lista la 100 de cuvinte.
- Unui cuvânt dintr-o limbă poate să-i corespundă nu un cuvânt, ci mai multe cuvinte sau chiar afixe în altă limbă, dintre care trebuie să se aleagă, ceea ce face mai arbitrară compararea limbilor[8].
- Este foarte puțin probabil ca rata de păstrare să fie constantă pentru toate limbile și în toate epocile[7]. În condiții speciale care țin de izolarea grupului de vorbitori, de coeziunea sa socială, de eventuala respectare a unei norme religioase sau literare, rata aceasta poate varia destul de mult[9]. Un exemplu din Europa este cel al limbii islandeze, de o stabilitate deosebită, ceea ce invalidează parțial metoda, infirmând universalitatea ei. Într-adevăr, rata de pierdere a limbii islandeze este de numai 4%, pe când cea a limbii norvegiene standard este de 20%, deși cele două limbi sunt foarte apropiate genetic[10].
- Identificarea cuvintelor înrudite este problematică. Când se lucrează cu tehnica lexicostatisticii din lipsa altei posibilități, pe o arie geografică foarte întinsă și pe sute de limbi pentru care informația este foarte lacunară, cu descrieri parțiale și recente, este imposibil, din lipsă de materie primă, să se stabilească legile schimbărilor fonetice. De aceea, eliminarea lexicului împrumutat, care ar trebui să se bazeze pe cunoașterea acestor legi, este foarte grea. Prin urmare, identificarea lexicului într-adevăr înrudit și, deci, realmente moștenit în paralel, este problematică.
- Identificarea cuvintelor înrudite este în general aleatorie[9]. Cuvinte foarte diferite pot avea aceeași origine, de exemplu, cuvântul francez chef (cu sensul primordial „cap”) și cuvântul englez head „cap”. Amândouă provin de la rădăcina indoeuropeană *kauput-, *kaput-[11],[12]. Invers, cuvinte care seamănă între ele pot să nu fie înrudite direct, de exemplu latinescul dies și englezescul day, amândouă însemnând „zi”. Cuvântul latinesc are la origine *dyḗws „cer”[13], iar cel englezesc *dʰegʷh- „a arde, fierbinte”[14]. Un alt exemplu de asemănare fără bază este latinescul habere și germanul haben „a avea”. Originea cuvântului latinesc este *gʰh₁bʰ- „a lua”[15], iar al celui german *keh₂p- „a apuca”[16].

## Dezvoltări ale listei Swadesh
Pornind de la aceleași principii, și alți lingviști au elaborat liste de lexic de bază, eliminând cuvinte din lista Swadesh și adăugând alte cuvinte și/sau sensuri. Un exemplu este lista de 114 sensuri propusă de o echipă de la Universitatea Rusă de Stat de Științe Umaniste, care stă la baza proiectului Global Lexicostatistical Database (Bază de date lexicostatistică globală) (GLD). Altă bază de date este Indo-European Lexical Cognacy Database (Bază de date de cuvinte înrudite indoeuropene) (IELex), la care lucrează o echipă de la Institutul de Psiholingvistică „Max Planck” din Nijmegen (Olanda), dezvoltând o listă de 200 de cuvinte propusă de Isidore Dyen.

## Utilitatea listei Swadesh
În ciuda obiecțiilor, se recunoaște că lista Swadesh și lexicostatistica pot fi folositoare în investigațiile inițiale de bază sau în situații când tehnicile comparative clasice, ori reconstituirea internă nu sunt aplicabile, ceea ce a și fost ideea inițială a lui Swadesh.
Un exemplu este cel al situației în care nu există la dispoziție decât liste incomplete de lexic, cum este cazul grupurilor de limbi foarte mari, atestate relativ recent. Astfel sunt limbile austroneziene (circa 1000) sau cele ale aborigenilor australieni (circa 250). În cazul unor asemenea limbi, lista Swadesh poate servi la o primă schițare a împărțirii lor în grupuri și subgrupuri, ca punct de pornire pentru investigația istorică veritabilă, pentru continuarea clasificărilor și reconstituirilor.

## Lista Swadesh de 207 cuvinte a limbii române
Cuvintele scrise cu caractere aldine figurează și în lista de 100 de cuvinte.
În unele celule sunt câte două cuvinte/grupuri de cuvinte care corespund unui singur cuvânt englezesc.
| 1.  | eu                           | 70.  | pană                                       | 139. | a număra                               |
| 2.  | tu, dumneavoastră (singular) | 71.  | păr (de pe cap)                            | 140. | a zice, a spune                        |
| 3.  | el                           | 72.  | cap                                        | 141. | a cânta                                |
| 4.  | noi                          | 73.  | ureche                                     | 142. | a (se) juca                            |
| 5.  | voi, dumneavoastră (plural)  | 74.  | ochi                                       | 143. | a pluti                                |
| 6.  | ei                           | 75.  | nas                                        | 144. | a curge                                |
| 7.  | acest(a), aceasta (neutru)   | 76.  | gură                                       | 145. | a îngheța                              |
| 8.  | acel(a), aceea (neutru)      | 77.  | dinte, măsea                               | 146. | a se umfla                             |
| 9.  | aici,coace                   | 78.  | limbă (organul)                            | 147. | soare                                  |
| 10. | acolo,colo                   | 79.  | unghie                                     | 148. | lună                                   |
| 11. | cine                         | 80.  | picior (laba piciorului)                   | 149. | stea                                   |
| 12. | ce                           | 81.  | picior                                     | 150. | apă                                    |
| 13. | unde,cotro                   | 82.  | genunchi                                   | 151. | ploaie                                 |
| 14. | când                         | 83.  | mână                                       | 152. | râu                                    |
| 15. | cum                          | 84.  | aripă                                      | 153. | lac                                    |
| 16. | nu                           | 85.  | burtă                                      | 154. | mare (substantiv)                      |
| 17. | tot                          | 86.  | măruntaie, mațe                            | 155. | sare                                   |
| 18. | mulți                        | 87.  | gât                                        | 156. | piatră                                 |
| 19. | câtva, niște                 | 88.  | spate                                      | 157. | nisip                                  |
| 20. | puțin                        | 89.  | piept                                      | 158. | praf, pulbere                          |
| 21. | alt                          | 90.  | inimă                                      | 159. | pământ                                 |
| 22. | unu                          | 91.  | ficat                                      | 160. | nor                                    |
| 23. | doi                          | 92.  | a bea                                      | 161. | ceață                                  |
| 24. | trei                         | 93.  | a mânca                                    | 162. | cer                                    |
| 25. | patru                        | 94.  | a mușca                                    | 163. | vânt                                   |
| 26. | cinci                        | 95.  | a suge                                     | 164. | zăpadă, nea                            |
| 27. | mare (adjectiv)              | 96.  | a scuipa                                   | 165. | gheață                                 |
| 28. | lung                         | 97.  | a borî, a vomita                           | 166. | fum                                    |
| 29. | larg                         | 98.  | a sufla                                    | 167. | foc                                    |
| 30. | gros                         | 99.  | a respira                                  | 168. | cenușă                                 |
| 31. | greu                         | 100. | a râde                                     | 169. | a arde                                 |
| 32. | mic                          | 101. | a vedea                                    | 170. | drum, cale                             |
| 33. | scurt                        | 102. | a auzi                                     | 171. | munte                                  |
| 34. | strâmt, îngust               | 103. | a ști                                      | 172. | roșu                                   |
| 35. | slab                         | 104. | a (se) gândi                               | 173. | verde                                  |
| 36. | femeie                       | 105. | a mirosi                                   | 174. | galben                                 |
| 37. | bărbat                       | 106. | a se teme                                  | 175. | alb                                    |
| 38. | om                           | 107. | a dormi                                    | 176. | negru                                  |
| 39. | copil                        | 108. | a trăi                                     | 177. | noapte                                 |
| 40. | soție                        | 109. | a muri                                     | 178. | zi                                     |
| 41. | soț                          | 110. | a ucide, a omorî                           | 179. | an                                     |
| 42. | mamă                         | 111. | a se bate, a lupta                         | 180. | cald                                   |
| 43. | tată                         | 112. | a vâna                                     | 181. | rece, frig                             |
| 44. | animal                       | 113. | a lovi                                     | 182. | plin                                   |
| 45. | pește                        | 114. | a tăia                                     | 183. | nou                                    |
| 46. | pasăre                       | 115. | a despica                                  | 184. | vechi                                  |
| 47. | câine                        | 116. | a înjunghia                                | 185. | bun                                    |
| 48. | păduche                      | 117. | a zgâria, a scărpina                       | 186. | rău, prost                             |
| 49. | șarpe                        | 118. | a săpa                                     | 187. | putred                                 |
| 50. | vierme                       | 119. | a înota                                    | 188. | murdar                                 |
| 51. | copac, pom                   | 120. | a zbura                                    | 189. | drept (rectiliniu)                     |
| 52. | pădure                       | 121. | a umbla, a merge                           | 190. | rotund                                 |
| 53. | băț                          | 122. | a veni                                     | 191. | ascuțit, tăios                         |
| 54. | fruct                        | 123. | a se culca, a sta culcat                   | 192. | tocit, bont                            |
| 55. | sămânță                      | 124. | a se așeza, a ședea                        | 193. | neted                                  |
| 56. | frunză                       | 125. | a se ridica în picioare, a sta în picioare | 194. | umed                                   |
| 57. | rădăcină                     | 126. | a se învârti                               | 195. | uscat                                  |
| 58. | scoarță (de arbore)          | 127. | a cădea                                    | 196. | corect                                 |
| 59. | floare                       | 128. | a da                                       | 197. | apropiat, aproape                      |
| 60. | iarbă                        | 129. | a ține                                     | 198. | (în)depărtat, departe                  |
| 61. | frânghie, funie              | 130. | a strânge                                  | 199. | drept (contrarul lui „stâng”), dreapta |
| 62. | piele                        | 131. | a freca                                    | 200. | stâng, stânga                          |
| 63. | carne                        | 132. | a spăla                                    | 201. | la                                     |
| 64. | sânge                        | 133. | a șterge                                   | 202. | în                                     |
| 65. | os                           | 134. | a trage                                    | 203. | cu                                     |
| 66. | grăsime                      | 135. | a împinge                                  | 204. | și                                     |
| 67. | ou                           | 136. | a arunca                                   | 205. | dacă                                   |
| 68. | corn                         | 137. | a lega                                     | 206. | pentru că                              |
| 69. | coadă                        | 138. | a coase                                    | 207. | nume                                   |